# Doris Benegas
Doris María Benegas Haddad (Caracas, 1951-Valladolid, 29 de julio de 2016) fue una política y abogada española, militante del castellanismo político, afincada en la ciudad de Valladolid. Militante en varias organizaciones feministas de Castilla y León, era dirigente de la coalición soberanista Izquierda Castellana y hermana del dirigente político socialista Txiki Benegas.

## Biografía
Nació en Venezuela en 1951, siendo hija de padre español (el abogado, militante del PNV y exiliado José María Benegas Echeverría) y de madre venezolana de origen judeo-libanés (Doris Haddad).
A los cuatro años regresó a España, residiendo en San Sebastián hasta su marcha a Valladolid a los 21 años. En San Sebastián se licenció en Derecho. En Valladolid trabajó en FASA Renault y participó en las movilizaciones obreras de los últimos años de la dictadura franquista y los primeros de la Transición, durante los cuales fue militante de Comisiones Obreras (CCOO)(sindicato del que fue expulsada en 1979) y dirigente del Movimiento Comunista (MC) en Castilla y León. Fue detenida dos veces durante los años finales del franquismo. En 1979, la sede del MC en Valladolid fue incendiada por un grupo ultraderechista.
En 1976 ingresó en el Instituto Regional de Castilla y León.
Benegas fue candidata a la alcaldía de Valladolid en 1979 y 1983 bajo las siglas de Unidad Popular-Pueblo Revolucionario.
Posteriormente, un grupo de militantes del MC, entre los que se encontraba Doris Benegas, evolucionó hacia posiciones de izquierda castellanista y fundaron en 1985 Unidad Popular Castellana, de la que Benegas fue una de las máximas dirigentes, así como una organización juvenil, las Juventudes Castellanas Revolucionarias (hoy Yesca). Ambos movimientos, entre otros, formaron en el año 2000 lo que hoy es Izquierda Castellana.
Figuró en el número 2 de la lista de la candidatura Iniciativa Internacionalista - La Solidaridad entre los Pueblos (II-SP) en las elecciones al Parlamento Europeo del año 2009. El cabeza de lista, Alfonso Sastre, declaró, no obstante, que en caso de ser elegido, cedería su escaño a Doris Benegas. Durante el proceso seguido por el Tribunal Supremo para la anulación de la candidatura de II-SP (posteriormente anulado por el Tribunal Constitucional), las actividades de Doris Benegas en relación con el llamado "entorno de ETA" (en 1984 participó en un mitin de Herri Batasuna, en un homenaje al etarra Francisco "Pakito" Arriarán Arregui en el año siguiente, así como a una manifestación celebrada en Bilbao en 2004 de apoyo a la candidatura de Herritarren Zerrenda (HZ) y en noviembre de 2004 en un acto de apoyo a Batasuna) fueron algunos de los argumentos utilizados para instar a la anulación de dicha candidatura.
En septiembre de 2012 fue imputada por la Audiencia Nacional como organizadora de la manifestación Rodea el Congreso por delitos contra las instituciones.
Además de su actividad política, Doris Benegas ha desarrollado una intensa labor como abogada. Formó parte de la acusación popular en el "caso de la colza", o en casos de agresión sexual, así como en el juicio contra el clan de narcotraficantes vallisoletanos conocidos como "Los Monchines".
En septiembre de 2014 se querelló contra Cristina Cifuentes e Ignacio Cosidó por prohibir la exhibición de simbología republicana durante la proclamación como rey de Felipe VI. Fue detenida el 4 de octubre de 2014 en la manifestación Rodea el Congreso. Benegas afirmó haber sido detenida y agredida por las fuerzas de seguridad sin motivo alguno y declaró también que el hecho fue «una venganza de la Delegación del Gobierno por la presentación de las querellas».
El 29 de julio de 2016 falleció en Valladolid a los 64 años de edad.